# 1931 год
1931 (ты́сяча девятьсо́т три́дцать пе́рвый) год  по григорианскому календарю — невисокосный год, начинающийся в четверг. Это 1931 год нашей эры, 1‑й год 4‑го десятилетия XX века 2‑го тысячелетия, 2‑й год 1930‑х годов. Он закончился 94 года назад.
| Пн | Вт | Ср | Чт | Пт | Сб | Вс |
|    |    |    | 1  | 2  | 3  | 4  |
| 5  | 6  | 7  | 8  | 9  | 10 | 11 |
| 12 | 13 | 14 | 15 | 16 | 17 | 18 |
| 19 | 20 | 21 | 22 | 23 | 24 | 25 |
| 26 | 27 | 28 | 29 | 30 | 31 |    |

| Пн | Вт | Ср | Чт | Пт | Сб | Вс |
|    |    |    |    |    |    | 1  |
| 2  | 3  | 4  | 5  | 6  | 7  | 8  |
| 9  | 10 | 11 | 12 | 13 | 14 | 15 |
| 16 | 17 | 18 | 19 | 20 | 21 | 22 |
| 23 | 24 | 25 | 26 | 27 | 28 |    |

| Пн | Вт | Ср | Чт | Пт | Сб | Вс |
|    |    |    |    |    |    | 1  |
| 2  | 3  | 4  | 5  | 6  | 7  | 8  |
| 9  | 10 | 11 | 12 | 13 | 14 | 15 |
| 16 | 17 | 18 | 19 | 20 | 21 | 22 |
| 23 | 24 | 25 | 26 | 27 | 28 | 29 |
| 30 | 31 |    |    |    |    |    |

| Пн | Вт | Ср | Чт | Пт | Сб | Вс |
|    |    | 1  | 2  | 3  | 4  | 5  |
| 6  | 7  | 8  | 9  | 10 | 11 | 12 |
| 13 | 14 | 15 | 16 | 17 | 18 | 19 |
| 20 | 21 | 22 | 23 | 24 | 25 | 26 |
| 27 | 28 | 29 | 30 |    |    |    |

| Пн | Вт | Ср | Чт | Пт | Сб | Вс |
|    |    |    |    | 1  | 2  | 3  |
| 4  | 5  | 6  | 7  | 8  | 9  | 10 |
| 11 | 12 | 13 | 14 | 15 | 16 | 17 |
| 18 | 19 | 20 | 21 | 22 | 23 | 24 |
| 25 | 26 | 27 | 28 | 29 | 30 | 31 |

| Пн | Вт | Ср | Чт | Пт | Сб | Вс |
| 1  | 2  | 3  | 4  | 5  | 6  | 7  |
| 8  | 9  | 10 | 11 | 12 | 13 | 14 |
| 15 | 16 | 17 | 18 | 19 | 20 | 21 |
| 22 | 23 | 24 | 25 | 26 | 27 | 28 |
| 29 | 30 |    |    |    |    |    |

| Пн | Вт | Ср | Чт | Пт | Сб | Вс |
|    |    | 1  | 2  | 3  | 4  | 5  |
| 6  | 7  | 8  | 9  | 10 | 11 | 12 |
| 13 | 14 | 15 | 16 | 17 | 18 | 19 |
| 20 | 21 | 22 | 23 | 24 | 25 | 26 |
| 27 | 28 | 29 | 30 | 31 |    |    |

| Пн | Вт | Ср | Чт | Пт | Сб | Вс |
|    |    |    |    |    | 1  | 2  |
| 3  | 4  | 5  | 6  | 7  | 8  | 9  |
| 10 | 11 | 12 | 13 | 14 | 15 | 16 |
| 17 | 18 | 19 | 20 | 21 | 22 | 23 |
| 24 | 25 | 26 | 27 | 28 | 29 | 30 |
| 31 |    |    |    |    |    |    |

| Пн | Вт | Ср | Чт | Пт | Сб | Вс |
|    | 1  | 2  | 3  | 4  | 5  | 6  |
| 7  | 8  | 9  | 10 | 11 | 12 | 13 |
| 14 | 15 | 16 | 17 | 18 | 19 | 20 |
| 21 | 22 | 23 | 24 | 25 | 26 | 27 |
| 28 | 29 | 30 |    |    |    |    |

| Пн | Вт | Ср | Чт | Пт | Сб | Вс |
|    |    |    | 1  | 2  | 3  | 4  |
| 5  | 6  | 7  | 8  | 9  | 10 | 11 |
| 12 | 13 | 14 | 15 | 16 | 17 | 18 |
| 19 | 20 | 21 | 22 | 23 | 24 | 25 |
| 26 | 27 | 28 | 29 | 30 | 31 |    |

| Пн | Вт | Ср | Чт | Пт | Сб | Вс |
|    |    |    |    |    |    | 1  |
| 2  | 3  | 4  | 5  | 6  | 7  | 8  |
| 9  | 10 | 11 | 12 | 13 | 14 | 15 |
| 16 | 17 | 18 | 19 | 20 | 21 | 22 |
| 23 | 24 | 25 | 26 | 27 | 28 | 29 |
| 30 |    |    |    |    |    |    |

| Пн | Вт | Ср | Чт | Пт | Сб | Вс |
|    | 1  | 2  | 3  | 4  | 5  | 6  |
| 7  | 8  | 9  | 10 | 11 | 12 | 13 |
| 14 | 15 | 16 | 17 | 18 | 19 | 20 |
| 21 | 22 | 23 | 24 | 25 | 26 | 27 |
| 28 | 29 | 30 | 31 |    |    |    |

## События

### Январь
- 1 января

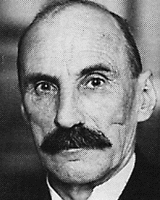
Президент Швейцарии Генрих Хеберлин

- - Член ВЦИК М. С. Михайлов-Иванов занял пост председателя Всесоюзного автотракторного объединения, а заодно и возглавил Сталинградский тракторный завод.
  - В должность президента Швейцарии вступил Генрих Хеберлин.
- 2 января
  - президент Панамы Флоренсио Армодио Аросемена подал в отставку. С 3 января этот пост занял Армодио Ариас Мадрид (и.о.).
  - Исполняющим обязанности президента Гватемалы занял Хосе Мариа Рейна Андраде.
- 11 и 13 января — Всеобщие выборы в Сальвадоре. Победил лейборист Артуро Араухо, набравший 46,65 % голосов против 28,1 % у Альберто Гомеса Зарате.
- 14 января — в мексиканском штате Оахака произошло землетрясение силой 8 баллов, погибло 114 человек.
- 16—26 января — состоялся IX съезд ВЛКСМ[1].
- 26 января — в Индии Махатма Ганди освобождён из тюрьмы для переговоров с правительством.
- 27 января — правительство Теодора Стега ушло в отставку, сенатор Пьер Лаваль стал премьер-министром Франции.
- 30 января — ЦИК и СНК СССР приняли постановление «Об образовании Народного комиссариата водного транспорта Союза ССР» (Наркомвода)[2].

### Февраль
- В СССР введены трудовые книжки для промышленных рабочих.
- 3 февраля — в результате землетрясения в Новой Зеландии погибло 256 человек.
- 4 февраля
  - В Курске заработала первая в СССР ветроэлектростанция.
  - «Мучное восстание» на португальском острове Мадейра.
- 10 февраля — взрыв угольной пыли на шахте № 8 Черногорских угольных копей. Погибло около 120 человек.
- 12 февраля
  - В Испании республиканские партии победили на муниципальных выборах[3]
  - Начало вещание Радио Ватикана.
- 13 февраля — в Британской Индии столица официально переносится из Калькутты в Нью-Дели.
- 14 февраля

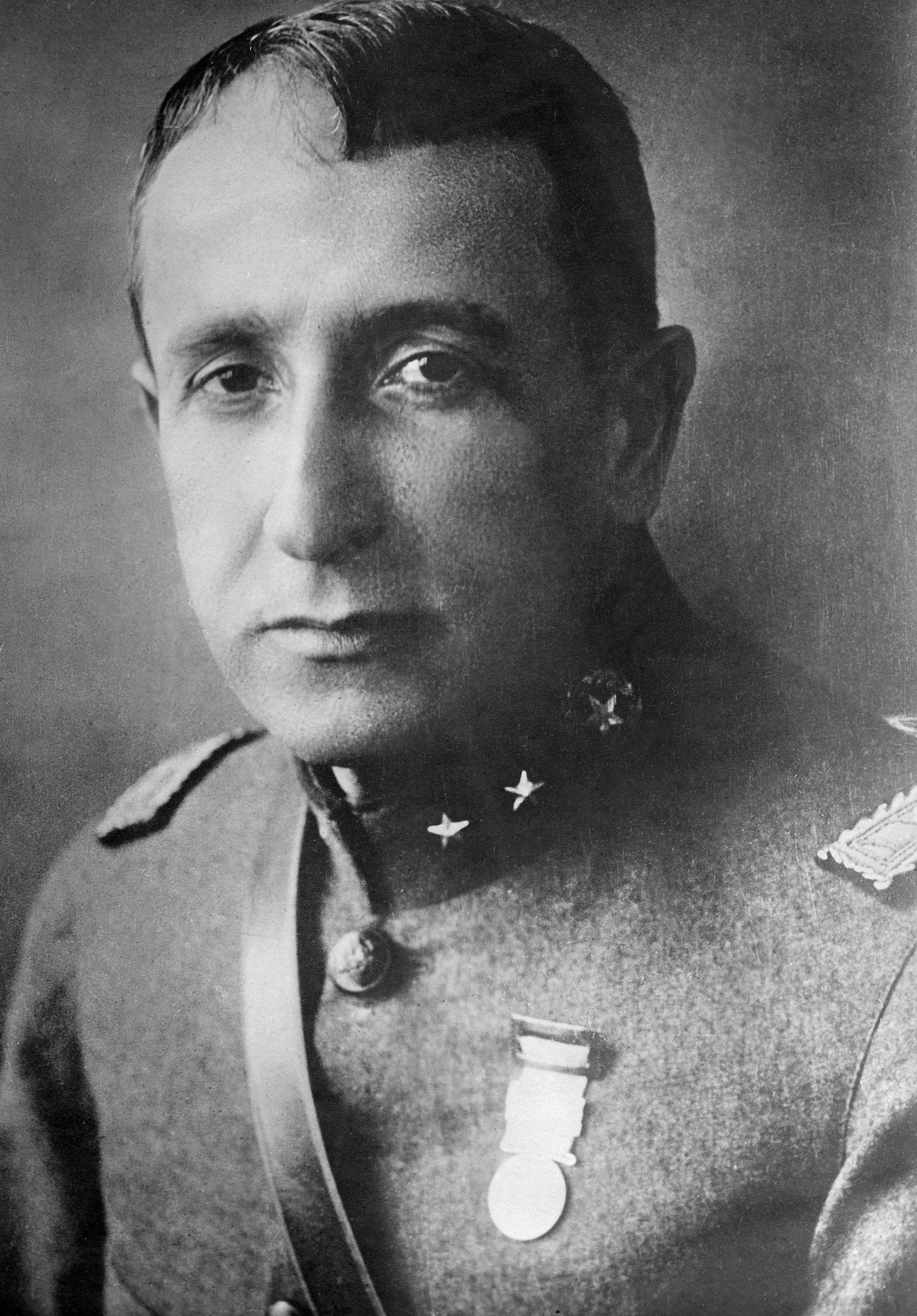
Президент Гватемалы Хорхе Убико

- - В Испании правительство генерала Дамасо Беренгера уходит в отставку.
  - На пост президента Гватемалы вступил генерал Хорхе Убико, который установил личную диктатуру.
- 16 февраля — президентом Финляндии избран Пер Эвинд Свинхувуд (вступил в должность 1 марта).
- 18 февраля — новым премьер-министром Испании назначается адмирал Хуан Батиста Аснар.
- 20 февраля
  - В Германии внутри нацистского движения произошёл мятеж Вальтера Штеннеса.
  - Произошло неудачное покушение на короля Албании Зогу I.
- 23 и 24 февраля — 2 попытки покушения на президента Кубы Херардо Мачадо.

### Март
- 5 марта — в Дели достигнуто соглашение между вице-королём Британской Индии бароном Ирвином и Махатмой Ганди о прекращении кампании гражданского неповиновения. Партия Индийский национальный конгресс пообещала принять участие в конференции «Круглого стола» с колониальной администрацией, после чего власти освободили политических заключённых.
- 8 марта — заключено советско-турецкое соглашение о сокращении вооружений в зоне Чёрного моря.
- 11 марта — исполняющим обязанности президента Перу занял Давид Саманес Окампо.
- 15 марта — в Швейцарии прошёл конституционный референдум по ревизии статьи 72 о выборах в Национальный совет и поправок в статьи 76, 96 и 105 по срокам действия парламента.
- 21 марта — Австрия и Германия договорились о таможенном союзе. Франция, Италия и Чехословакия заявили протест, вопрос был передан в Лигу Наций и в Постоянную Палату международного правосудия в Гааге.
- 24 марта — попытка военного переворота в Перу.
- 26 марта
  - Ирак и Трансиордания заключили Договор о дружбе.
  - Основана швейцарская авиакомпания «Swissair».
- 31 марта — в результате землетрясения в Никарагуа погибло более 1200 человек[4].

### Апрель
- 1 апреля
  - В Китае войска Гоминьдана начали Второе наступление на Центральный советский район в Цзянси.
  - Британский лёгкий линейный крейсер «Glorious» в 60 милях от Гибралтара протаранил французский океанский лайнер «Florida». Погиб 1 моряк на борту «Glorious» и 24 пассажира и члена экипажа на борту «Florida».
- 4 апреля — в Португалии началось восстание на Мадейре, 6 апреля правительство объявило военное положение на Мадейре и на Азорских островах.

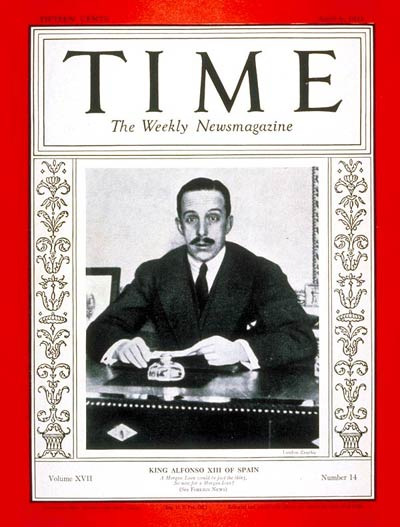
Испанский король Альфонсо XIII

- 12 апреля — в Испании после успеха республиканцев на муниципальных выборах, которые рассматривались как фактический референдум о монархии, (победили в столицах 41 провинции из 50) Нисето Алькала Самора, руководитель Революционного комитета в Мадриде, потребовал отречения короля.
- 14 апреля
  - Король Испании Альфонсо XIII бежал из страны, спасаясь от революции. Генеральными кортесами провозглашена Вторая Испанская республика[3]. Алькала Самора возглавил временное правительство. В результате победы партии Левые республиканцы Каталонии Франсеск Масия провозгласил в Барселоне Каталонскую Республику.
  - Вакацуки Рэйдзиро стал премьер-министром Японии.
- 15 апреля — в Бруклине (Нью-Йорк) застрелен Джо Массерия, «босс боссов» «Коза ностры», фактическое окончание «Кастелламмарской войны» нью-йоркской мафии.
- 17 апреля — после переговоров между республиканскими министрами Испании и Каталонии Каталонская Республика становится «Женералитетом Каталония», каталонским автономным правительством внутри Испанской Республики.
- 22 апреля — Австрия, Великобритания, Германия, Дания, Италия, Швеция и США признают Испанскую Республику.
- 25 апреля
  - На выборах в Великое национальное собрание Турции побеждает правящая Народно-республиканская партия, получившая 287 из 317 голосов.
  - Фердинанд Порше основывает в Штутгарте автомобильную компанию Porsche.
- 27 апреля — в районе Зангезура на границе между Армянской и Азербайджанской ССР в результате землетрясения магнитудой 6,5 балла погибло 2890 человек.

### Май
- 1 мая — открытие Эмпайр-стейт-билдинг в Нью-Йорке.
- 4 мая — Мустафа Кемаль Ататюрк переизбран президентом Турции.
- 5 мая — в Нанкине (Китай) созывается Народное собрание. 12 мая оно принимает конституцию, которая должна вступить в действие 1 июня.
- 11 мая — банкротство крупнейшего австрийского банка «Creditanstalt», начало банковского краха в Центральной Европе, который вызвал мировой финансовый кризис.
- 13 мая — президентом Франции избран Поль Думер.
- 15 мая — вступил в строй рудник Магнитогорского металлургического комбината[5].
- 21 мая — премьер-министром Норвегии стал Педер Кольстад.
- 26 мая — в Харбине создана крупнейшая организация русского зарубежья — Российская фашистская партия.
- 27 мая — первый полёт человека в стратосферу (Огюст Пикар и Пауль Кипфер, стратостат FNRS-1).
- 28 мая — в Китае члены оппозиции в рядах Гоминьдана формируют в Гуанчжоу ещё одно правительство.

### Июнь

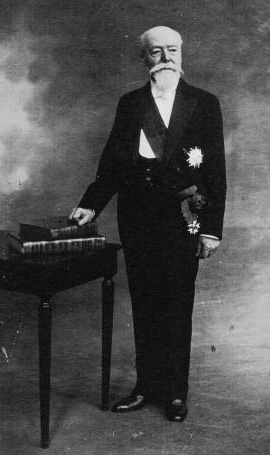
Президент Франции Поль Думер

- 6 июня — Жюль Ренкен стал премьер-министром Бельгии.
- 8 июня — во время учений Черноморского флота близ берегов Крыма при столкновении с эсминцем «Фрунзе» затонула подводная лодка «Металлист», погибли 24 человека[6].
- 10 июня — между Москвой и Ленинградом начал курсировать первый в СССР фирменный поезд «Красная стрела».
- 13 июня — президент Венесуэлы Хуан Баутиста Перес ушёл в отставку, новым президентом стал Хуан Висенте Гомес.
- 14 июня — в результате шторма в Бискайском заливе затонул французский пассажирской пароход «Сен-Филибер», погибло более 500 человек.
- 15 июня — СССР и Польша заключили Договор о дружбе и торговом сотрудничестве.
- 16 июня — Банк Англии предоставил Национальному банку Австрии заём в 150 млн шиллингов, в то время как Франция отказала этой стране в поддержке.
- 19 июня — вступила в силу подписанная в 1929 году Женевская конвенция об обращении с военнопленными.
- 20 июня
  - Президент США Герберт Гувер предложил ввести мораторий на выплату репараций и военных долгов сроком на один год.
  - В Австрии представитель Христианско-социальной партии Карл Буреш сформировал новое правительство.
- 21 июня — на парламентских выборах в Болгарии победил Народный блок Александра Малинова, который 29 июня стал премьер-министром (48,45 %, 151 место из 273)[7].

- 24 июня

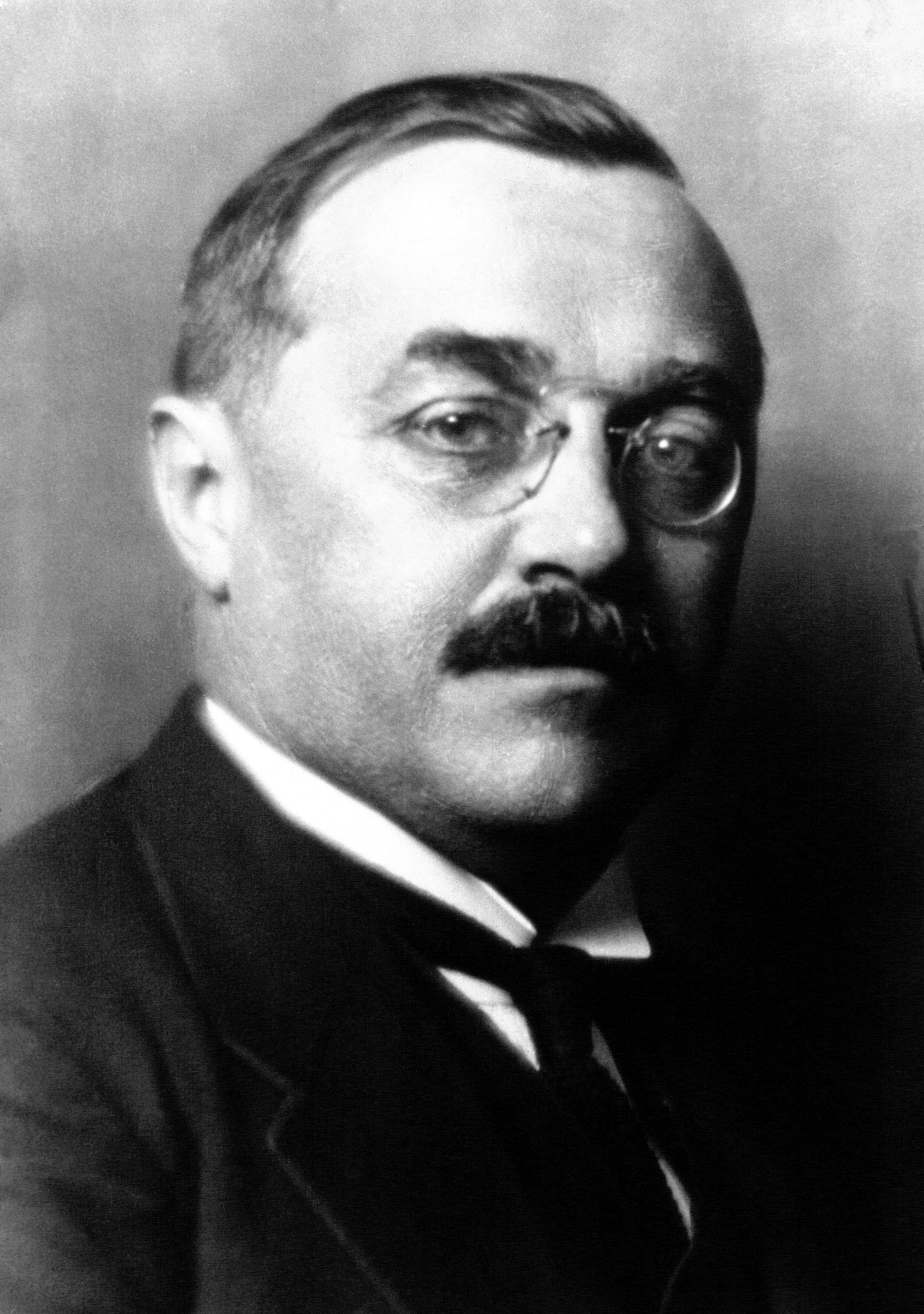
Канцлер Австрии Карл Буреш

  - СССР и Афганистан заключили Договор о нейтралитете.
  - В «Правде» напечатана статья Максима Горького «Об антисемитах».
- 28 июня — на выборах в Учредительные кортесы в Испании победили левые: социалисты – 24,5 % и 115 мест из 470, радикальные республиканцы – 19,1 % и 90 мест, радикальные социалисты – 13 % и 61 место, Левые республиканцы Каталонии – 6 % и 29 мест (всего в сумме 73% голосов и 368 мест)[3].

### Июль
- 1 июля — на юге Африки открылась железная дорога Бенгела-Катанга, являющаяся последним участком первой трансафриканской железнодорожной магистрали.
- 9 июля — в Германии лидер нацистской партии Адольф Гитлер и лидер Немецкой национальной народной партии Альфред Гугенберг договорились о сотрудничестве.
- 10 июля — Норвегия аннексировала Восточную Гренландию. Дания заявила протест. Вопрос был передан в Лигу Наций, которая в апреле 1933 года вынесла решение, осуждающее действия Норвегии.
- 12 июля — под Наро-Фоминском потерпел крушение самолёт АНТ-9, погибли 8 человек, в том числе В. К. Триандафиллов В. К. – заместитель начальника штаба РККА и К. Б. Калиновский – начальник Управления механизации и моторизации РККА.
- 13 июля — банкротство немецкого «Данат-банка[англ.]» вынуждает все банки Германии прекратить работу до 5 августа.
- 16 июля — император Эфиопии Хайле Селассие I подписал первую конституцию страны, которая заменила так называемый «Закон царей», действовавший в стране со средних веков.
- 26 июля — президент Чили Карлос Ибаньес ушёл в отставку, 4 октября новым президентом стал Хуан Эстебан Монтеро.
- июль-август — наводнение в Китае, в котором погибло до 2 миллионов человек — крупнейшее стихийное бедствие за всю документированную историю человечества. 19 августа в Ханькоу уровень воды достигают максимальной высоты (16 м)[8].

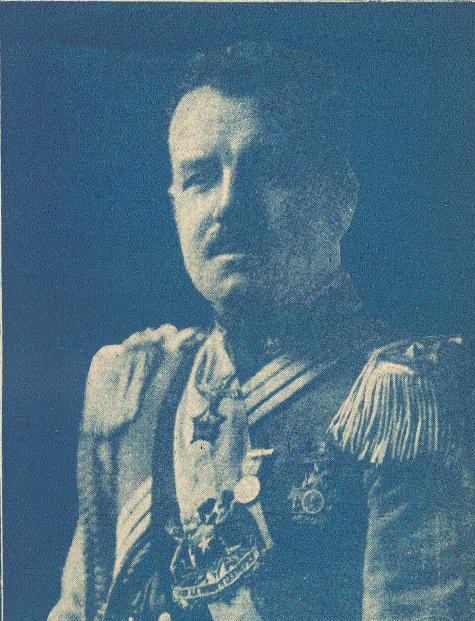
Президент Чили Карлос Ибаньес

### Август
- 10 августа — землетрясение магнитудой 8,0 северном Синьцзяне (Китай), погибло около 10 000 человек.
- 24 августа
  - СССР и Франция подписали акт о ненападении.
  - Британский премьер-министр лейборист Рамсей Макдональд подал в отставку. Для принятия сбалансированного бюджета 25 августа он сформировал новое Национальное правительство из представителей лебористской, либеральной и консервативной партий.
  - После ухода в отставку Иштвана Бетлена новым премьер-министром Венгрии стал Дьюла Каройи.
- 28 августа — постоянная палата международного правосудия в Гааге выносит решение о том, что намечаемый таможенный союз между Германией и Австрией противоречит Женевским протоколам от 24 октября 1922 года.
- 31 августа — в Чили моряки кораблей ВМС поздно ночью подняли мятеж, захватили почти все корабли флота и взяли в плен их офицеров, что привело на следующий к восстанию флота, подавленному только 7 сентября.

### Сентябрь
- 3 сентября — указом короля Югославии Александра I Карагеоргиевича принята вторая и последняя конституция Королевства Югославия.
- 7 сентября — в Лондоне на второй конференции «Круглый стол» по Индии (до 1 декабря) с участием М. Ганди не удалось договориться о представительстве религиозных меньшинств.
- 10 сентября
  - В результате тропического урагана в Британском Гондурасе (ныне Белиз) погибло около 2500 человек.
  - Меры британского правительства по сокращению бюджетных ассигнований привели к волнениям в Лондоне и Глазго.
  - В Нью-Йорке убит «босс боссов» «Коза ностры» Сальваторе Маранцано, что привело к формированию пяти основных семей американской мафии.
- 11 сентября — в Киренаике итальянские войска захватили в плен лидера партизанского движения Омара аль-Мухтара.
- 12 сентября — Мексика вступила в Лигу Наций.
- 13 сентября — в Австрии предпринята неудачная попытка государственного переворота во главе с руководителем хаймвера Штирии, нацистом Вальтером Пфимером[9].
- 15 сентября — в Инвергордоне (Шотландия) вспыхнуло восстание моряков, недовольных уменьшением денежного довольствия.
- 18 сентября — японская армия при поддержке морской авиации начала наступление на Мукден и другие стратегические центры Маньчжурии, начало оккупации Маньчжурии.

### Октябрь
- 1 октября
  - Харьковский тракторный завод выпустил первый трактор.
  - Начал вещать первый в СССР телеканал: Телевидение имени Горького.
- 4 октября — на выборах в Чили президентом переизбран Хуан Эстебан Монтеро, получивший 63,9 % голосов.
- 8 октября — президентом Перу стал Луис Санчес Серро.
- 10 октября — постановлением ВЦИК вновь образованному посёлку в Ненецком НО присвоено наименование Нарьян-Мард (в дальнейшем Нарьян-Мар).
- 12 октября — глава министерства внутренних дел и народного здравоохранения Никола Мушанов возглавил правительство Болгарии.
- 14 октября — Мануэль Асанья сменил ушедшего в отставку Нисето Алькала Самору на посту главы правительства Испании.
- 16 октября — заседание Совета Лиги Наций обсудило агрессию Японии в Маньчжурии.
- 20 октября — в Испании принят Закон о защите республики.
- 25 октября — на парламентских выборах в Швейцарии Социал-демократическая партия получила 28,7% и 49 из 187 мест в Национальном совете, Свободная демократическая партия – 26,9% и 52 места, Консервативая народная партия – 21,4% и 44 места, Партия крестьян, ремесленников и бюргеров – 15,3% и 30 мест.
- 27 октября — на парламентских выборах в Великобритании победу одержали сторонники Национального правительства, получившие 554 места против 61 места у оппозиции. Коалиция сторонников правительства в парламенте состояла из 473 консерваторов, 35 национал-либералов, 33 либералов и 13 национал-лейбористов. В парламентскую оппозицию правительству вошли 52 лейбориста, 4 либерала партии Ллойд-Джорджа и 5 представителей других партий. Профашистская Новая партия Освальда Мосли не получила ни одного места.

### Ноябрь
- 5 ноября — Рамсей Макдональд сформировал второе национальное правительство Великобритании.
- 7 ноября — в провинции Гуанси Коммунистическая партия Китая провозгласила Китайскую Советскую Республику со столицей в городе Жуйцзинь.
- 13 ноября — образован «Дальстрой» — государственный трест по дорожному и промышленному строительству в районе Верхней Колымы (с 1938 — Главное управление строительства Дальнего Севера НКВД СССР «Дальстрой»), специализированный государственный институт («комбинат особого типа»), осуществивший в 1930–1950-х годах освоение северо-восточных районов СССР.
- 19 ноября — на шахте № 31 Краснотворческого рудоуправления (близ Рутченково, Донбасс, Украинская ССР) произошёл взрыв газа, погибли 29 шахтёров[10]
- 20 ноября — город Тверь переименован в Калинин.

### Декабрь
- 1 декабря — реформа советского календаря: «пятидневка» заменена «шестидневкой».
- 2 декабря
  - Военный переворот в Сальвадоре. Президент Артуро Араухо свергнут, к власти пришёл генерал Максимилиано Эрнандес Мартинес[11].
  - Парламентские выборы в Новой Зеландии, правящая коалиция Ревормистской и Объединённой партий во главе с премьер-министром Дж. У. Форбсом осталась у власти.
- 5 декабря — разрушен Храм Христа Спасителя в Москве[12].
- 6 декабря — премьер-министром Латвии стал Маргерс Скуениекс.
- 7 декабря — первый национальный поход американских безработных в Вашингтон.
- 9 декабря — принята конституция Испанской Республики.
- 10 декабря
  - Нисето Алькала Самора-и-Торрес избран президентом Испании.
  - В связи с вторжением японских войск в Маньчжурию Советом Лиги Наций образована «комиссия пяти государств» (Великобритания, Франция, Германия, Италия, США) во главе с лордом Литтоном.
- 11 декабря — Япония отказалась от золотого обеспечения своей валюты.
- 13 декабря — после отставки Вакацуки Рэйдзиро премьер-министром Японии стал Цуёси Инукаи.
- 15 декабря — после отставки Чан Кайши национальное правительство Китайской республики возглавил Линь Сэнь.
- 19 декабря — в Австралии прошли парламентские выборы. Правящая лейбористская партия премьер-министра Джеймса Скаллина потерпела поражение, получив 27,1% голосов и 16 мест в парламенте; оппозиционная Объединённая партия получила 36,4% и 33 места из 75, её лидер Джозеф Лайонс 21 декабря стал новым премьер-министром.
- 22 декабря — обрушилась крыша ватиканской библиотеки, погибли 5 человек, около 800 книг и рукописей фактически погибли.
- 29–30 декабря — в Финляндии прошёл референдум об отмене «сухого закона», за его полную отмену проголосовали 70,5 %.
- 31 декабря — пуск Саратовского завода комбайнов.

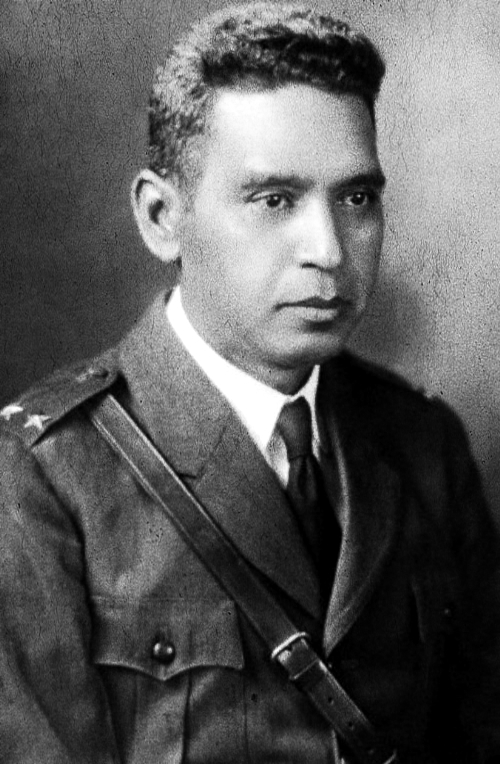
Президент Сальвадора Максимилиано Эрнандес Мартинес

### Без точных дат
- 1931–1937 — на месте взорванного в 1930 году Успенского собора Симонова монастыря в Москве построен Дворец культуры ЗИЛа[13].

## Политика, право, экономика, общество
- В США власти штата Массачусетс требуют отмены конституционной поправки, вводящей «сухой закон» (13 марта).
- В США рекордный урожай зерна вызывает обвал цен и недовольство зернопроизводителей.
- В Бразилии только что учреждённый Национальный комитет по кофе приступает к уничтожению избыточных запасов этого продукта.
- Великобритания отказалась от золотого обеспечения своей валюты (20 сентября).
- Правительство Британии принимает Вестминстерский статут, который вводит в действие резолюции Имперских конференций, проводившихся с 1926 по 1930 год. Резолюции касаются статуса доминиона и предоставляют им автономию в области законодательства (декабрь).
- В Южном Китае коммунисты создают Советский район Цзянси. Многие из предпринятых там социальных преобразований после прихода коммунистов к власти в 1949 году были проведены в масштабах всей страны.
- В Великобритании вводится «проверка нуждаемости», суть которой заключается в том. что лица, живущие длительное время на положении безработных и исчерпавшие выделяемое им социальное пособие. должны представить отчёт о всех своих доходах прежде. чем они смогут вновь получать помощь из общественных фондов. Эта проверка, проводимая местными комитетами социального обеспечения, каждый из которых по-разному оценивал предельный размер доходов нуждающихся, послужила дополнительным источником недовольства и осложнила положение безработных.
- В США власти штата Невада сталкиваются с катастрофическим финансовым кризисом. В целях увеличения доходов 19 марта они принимают решение о легализации игорного бизнеса и упрощают процедуру развода для лиц. проживших на территории штата не менее 6 месяцев. Вскоре Невада и, в частности, Лас-Вегас, становится центром развлечений и местом, где чаще всего заключаются браки и оформляются разводы.
- 17 июня в Гонконге арестован лидер коммунистов Индокитая Хо Ши Мин.
- В июле в Великобритании опубликован доклад Комитета Мэя, из которого следует, что бюджетный дефицит может достигнуть 120 миллионов фунтов стерлингов. Предлагаемые меры по экономии средств включали в себя и сокращение пособий по безработице. Дискуссия по этому пункту приводит к расколу в лейбористском правительстве.
- 4 октября основана Социалистическая рабочая партия Германии.
- 17 октября в Брауншвейге прошёл стотысячный марш нацистов.

## Наука, техника, культура
- Международная комиссия по освещению (CIE) стандартизовала цветовую систему RGB, а также завершила работу, позволившую создать математическую модель человеческого зрения. Было принято цветовое пространство CIE 1931 XYZ, являющееся базовой моделью по сей день.
- Открыт способ Спейсера-Дюфе получения цветных фотографий.
- Британская химическая компания «Империал кемикл индастриз» разрабатывает технологию получения нефти из каменного угля.
- Джулиус А. Ньюланд изобрёл «неопрен» — синтетическую резину.
- Публикация «Доказательства Гёделя» («О формально недоказуемых положениях элементарной математики и смежных наук»).
- Курт Гёдель рассматривает возможность создания системы независимых аксиом в математике.
- Британский физик Джон Д. Кокрофт изобретает высоковольтную установку для атомных превращений.
- Американский физик Эрнст О. Лоуренс создаёт циклотрон (ускоритель частиц).
- Швейцарский биохимик Пауль Каррер установил структуру витамина A.
- 13 ноября — Открытие в Нью-Йорке Музея американского искусства Уитни.
- 18 ноября подписан первый договор по разработке ракетного двигателя в ГИРД[14].
- В Париже открывается Международная выставка колониального искусства.
- В СССР запрещена музыка Сергея Рахманинова, объявленного «декадентом».
- 3 марта в США песня «Усеянное звёздами знамя» утверждена в качестве национального гимна.
- 25 октября в Нью-Йорке открывается мост Джорджа Вашингтона между Манхэттеном и штатом Нью-Джерси — самый длинный подвесной мост в мире.
- В США фирма «Шик драй шейвер инк.» выпускает в продажу электрические бритвы.
- В США компания «Шевроле» выпускает первый автомобиль-пикап, ставший символом Америки.
- Новое средство от похмелья «Алка-Зельтцер». сочетающее в себе свойства препаратов против желудочных расстройств и головной боли, появляется в США, находящихся во власти «сухого закона».
- В качестве аэрозолей начинает применяться фреон.
- 22 декабря пожар в библиотеке Ватикана уничтожает около 15 тысяч книг.
- Проводится первая телепередача в США.
- 3 июня ВВС в Великобритании ведёт прямую трансляцию финальных заездов скачек «Дерби».
- 19 мая в Германии спущен на воду линкор «Дойчланд»[15].

## Персоны года
Человек года по версии журнала Time — Пьер Лаваль, премьер-министр Франции.

## Родились
См. также: Категория:Родившиеся в 1931 году
- 1 января — Анатолий Ромашин, советский актёр (ум. в 2000).
- 2 января — Тосики Кайфу, премьер-министр Японии в 1989–1991 (ум. в 2022).
- 5 января — Роберт Дюваль, американский актёр, режиссёр и продюсер.
- 6 января — Эдгар Лоренс Доктороу, американский писатель («Трудные времена», «Регтайм»), (ум. в 2015).
- 13 января — Аркадий Вайнер, писатель (братья Вайнеры) (ум. в 2005).
- 15 января — Мурад Кажлаев, советский, дагестанский и российский композитор, народный артист СССР (ум. в 2023).
- 16 января
  - Йоханнес Рау, президент ФРГ в 1999–2004 годах (ум. в 2006).
  - Шухрат Аббасов, советский, узбекский кинорежиссёр, сценарист, педагог, народный артист СССР (ум. в 2018).
- 17 января — Джеймс Эрл Джонс, американский актёр (ум. в 2024)..
- 18 января — Чон Ду Хван, президент Республики Корея в 1980–1988 годах (ум. в 2021).
- 20 января — Дейвид Моррис Ли, американский физик, лауреат Нобелевской премии по физике (1996, «за открытие сверхтекучести гелия-3»).
- 24 января — Игорь Тарчевский, советский и российский учёный, физиолог растений, академик АН СССР/РАН (1987).
- 28 января — Владимир Железняков, советский и российский астрофизик, академик РАН (ум. в 2022).
- 29 января — Ференц Мадл, президент Венгрии в 2000–2005 годах.
- 1 февраля — Борис Ельцин, первый президент Российской Федерации (ум. в 2007).
- 2 февраля — Дрис Ван Агт, премьер-министр Нидерландов в 1977–1982 годах.
- 4 февраля — Исабель Мартинес де Перон, президент Аргентины в 1974–1976, первая женщина-президент в мире.
- 6 февраля — Мария Гусакова, советская лыжница, чемпионка Олимпийских игр (1960) (ум. в 2022).
- 15 февраля — Клэр Блум, английская театральная и киноактриса.
- 18 февраля — Тони Моррисон, американская писательница, лауреат Нобелевской премии по литературе (1993, как писательница, «которая в своих полных мечты и поэзии романах оживила важный аспект американской реальности» ) (ум. в 2019).
- 2 марта — Михаил Горбачёв, единственный президент СССР, последний генеральный секретарь ЦК КПСС (ум. в 2022).
- 6 марта — Александр Боровков, советский и российский математик, академик РАН.
- 9 марта — Леон Фебрес-Кордеро, президент Эквадора в 1984–1988 (ум. в 2008).
- 11 марта — Руперт Мёрдок, американский миллиардер и медиамагнат.
- 13 марта
  - Алиса Аксёнова, советский и российский музейный деятель, Герой Труда Российской Федерации (2014).
  - Марат Баглай, председатель Конституционного суда РФ в 1997–2003 (ум. в 2024).
- 19 марта — Сергей Федотов, советский и российский вулканолог и сейсмолог, академик РАН (ум. в 2019).
- 21 марта — Ришар Рацимандрава, президент Мадагаскара в 1975 году (убит в должности).
- 22 марта — Бертон Рихтер, американский физик, лауреат Нобелевской премии по физике (1976, «за основополагающий вклад в работу по открытию тяжёлой элементарной частицы нового типа»)  (ум. в 2018).
- 23 марта
  - Виктор Корчной, советский и швейцарский шахматист (ум. в 2016).
  - Револьд Этнов, советский и российский экономист, академик РАН.
- 26 марта — Леонард Нимой, американский актёр, фотохудожник, поэт (ум. в 2015).
- 29 марта — Алексей Губарев, лётчик-космонавт СССР, дважды Герой Советского Союза (ум. в 2015).
- 7 апреля — Тед Котчефф, канадский кинорежиссёр («Рэмбо: Первая кровь»).
- 11 апреля — Луиш Кабрал, первый глава независимой Гвинеи-Бисау в 1973–1980 годах (умер в 2009).
- 12 апреля — Леонид Дербенёв, советский и российский композитор-песенник (умер в 1995).
- 13 апреля
  - Мишель Девиль, французский кинорежиссёр («Чтица»).
  - Юрий Мажуга, советский и украинский актёр, народный артист СССР (1981) (ум. в 2022).
- 13 апреля — Геннадий Сакович, советский и российский химик, академик РАН (1992), Герой Социалистического Труда (1990).
- 15 апреля
  - Анатолий Смулевич, советский и российский психиатр, академик РАН.
  - Тумас Транстрёмер, шведский поэт, лауреат Нобелевской премии по литературе (2011, «за то, что его краткие, полупрозрачные образы дают нам обновлённый взгляд на реальность») (ум. в 2015).
- 18 апреля — Нина Гуляева, советская и российская актриса, народная артистка РСФСР.
- 19 апреля
  - Андрей Ершов, советский учёный, один из пионеров теоретического и системного программирования, создатель Сибирской школы информатики, академик АН СССР (ум. в 1988).
  - Лев Магазаник, советский и российский нейрофизиолог, академик РАН.
- 20 апреля — Баграт Сандухадзе, советский и российский учёный-селекционер, академик РАН.
- 27 апреля — Игорь Ойстрах, советский и российский скрипач, дирижёр и педагог народный артист СССР (1989), (ум. в 2021).
- 30 апреля — Владимир Дыбо, советский и российский лингвист, академик РАН (ум. в 2023).
- 4 мая — Геннадий Рождественский, советский и российский дирижёр, пианист, композитор, педагог, музыкально-общественный деятель, Герой Социалистического Труда, народный артист СССР, лауреат Ленинской премии и Государственной премии РФ (ум. в 2018).
- 7 мая — Джин Вулф, американский писатель-фантаст (ум. в 2019).
- 9 мая — Вэнс Бранд, американский астронавт («Союз-Аполлон»).
- 10 мая — Этторе Скола, итальянский кинорежиссёр (ум. в 2016).
- 13 мая — Джим Джонс, — американский проповедник, основатель организации «Народный Храм», причисленной американским законодательством к деструктивным культам (ум. в 1978).
- 15 мая — Владимир Мясников, советский и российский историк-китаист, академик РАН.
- 20 мая — Георгиос Василиу, президент Кипра в 1988–1993 годах.
- 25 мая — Георгий Гречко, советский и российский лётчик и космонавт (ум. в 2017).
- 28 мая — Кэрролл Бейкер, американская киноактриса.
- 31 мая — Джон Шриффер, американский физик, лауреат Нобелевской премии по физике (1972, за создание БКШ-теории), иностранный член Академии наук СССР (ум. в 2019).
- 3 июня
  - Джон Норман, американский писатель-фантаст, автор сериала о планете Гор.
  - Рауль Кастро, кубинский революционер, Председатель Госсовета, Совета министров и Верховный главнокомандующий Вооружёнными силами  в 2008-2018; Первый секретарь Коммунистической партии в 2011–2021 годах.
- 16 июня — Юрий Ряшенцев, советский и российский поэт, сценарист, автор песен (к к/ф «Д’Артаньян и три мушкетёра», «Гардемарины, вперёд!»).
- 18 июня — Фернанду Кардозу, президент Бразилии в 1995–2003.
- 20 июня — Олимпия Дукакис, американская киноактриса, обладательница премии «Оскар» (1987) (ум. в 2021).
- 22 июня — Ираида Сидорова, советский и российский акушер-гинеколог, академик РАН.
- 23 июня — Ула Ульстен, премьер-министр Швеции в 1978–1979 (ум. в 2018).
- 26 июня — Дмитрий Львов, советский и российский вирусолог, академик РАН.
- 27 июня — Мартинус Велтман, нидерландский физик, лауреат Нобелевской премии по физике (1999, «за прояснение квантовой структуры электрослабых взаимодействий»), иностранный член Российской академии наук (ум. в 2021).
- 28 июня — Владимир Казанский, советский и российский химик, академик РАН (ум. в 2022).
- 1 июля
  - Лесли Карон, французская и американская актриса, танцовщица.
  - Сейни Кунче, президент Нигера в 1974–1987 годах (ум. в 1987).
- 3 июля — Михаил Ребров, советский журналист и писатель (ум. в 1998).
- 7 июля — Дэвид Эддингс, американский писатель-фантаст, работавший в жанре фэнтези (ум. в 2009).
- 10 июля — Элис Манро, канадская писательница, лауреат Нобелевской премии по литературе (2013).
- 15 июля — Нодар Мгалоблишвили, советский и грузинский актёр театра и кино (ум. в 2019).
- 18 июля — Юрий Мазурок, советский и российский оперный певец (умер в 2006).
- 23 июля — Ян Труэль, шведский кинорежиссёр («Эмигранты», «Поселенцы»).
- 2 августа — Борис Манаков, советский художник (ум. в 1993).
- 8 августа — Роджер Пенроуз, английский физик, лауреат Нобелевской премии 2020 года.
- 9 августа — Марио Загалло, бразильский футболист и тренер, единственный 4-кратный чемпион мира по футболу (ум. в 2024).
- 15 августа
  - Ричард Хек, американский химик, лауреат Нобелевской премии по химии (2010).
  - Микаэл Таривердиев, советский композитор, автор музыки к кинофильмам (ум. в 1996).
- 20 августа — Дон Кинг, американский боксёрский менеджер
- 23 августа — Хамилтон Смит, американский микробиолог, лауреат Нобелевской премии (1978).
- 4 сентября — Митци Гейнор, американская актриса и танцовщица.
- 10 сентября — Филип Бейкер Холл, американский актёр (ум. в 2022).
- 12 сентября — Иэн Холм, британский актёр («Огненные колесницы», «Бразилия», «Пятый элемент», «Властелин колец») (ум. 2020).
- 14 сентября — Ален Кавалье, французский кинорежиссёр.
- 15 сентября — Руфина Нифонтова, советская и российская актриса театра и кино, народная артистка СССР (ум. в 1994).
- 17 сентября — Энн Бэнкрофт, американская киноактриса, обладательница премии «Оскар» (1963) за лучшую женскую роль («Сотворившая чудо») (ум. 2005).
- 19 сентября — Жан-Клод Каррьер, французский сценарист («Бассейн», «Борсалино», «Скромное обаяние буржуазии» и мн. др.) (ум. 2021).
- 21 сентября — Сюкуро Манабэ, японско-американский климатолог, лауреат Нобелевской премии по физике (2021).
- 22 сентября — Филипп Рутберг, советский электрофизик, лауреат Государственной премии СССР (1982) (ум. в 2015).
- 23 сентября — Игнатиус Куту Ачампонг, президент Ганы в 1972—1978 годах, генерал-лейтенант (расстрелян в 1979).
- 23 сентября — Николай Трубин, последний Генеральный прокурор СССР (в 1990—1992).
- 25 сентября — Николай Кузнецов, советский и российский химик, академик РАН.
- 27 сентября — Олег Банных, советский и российский учёный, академик РАН.
- 29 сентября — Джеймс Уотсон Кронин, американский физик-экспериментатор, лауреат Нобелевской премии по физике (1980, «за открытие нарушений фундаментальных принципов симметрии в распаде нейтральных K-мезонов») (ум. в 2016).
- 6 октября — Риккардо Джаккони, американский физик, лауреат Нобелевской премии по физике (2002, «за исследования в области астрофизики, которые привели к открытию космических источников рентгеновского излучения») (ум. в 2018).
- 7 октября — Десмонд Туту, первый чернокожий епископ в ЮАР, борец с апартеидом, лауреат Нобелевской премии мира (1984) (ум. в 2021).
- 14 октября — Александр Чубарьян, российский историк, академик РАН, научный руководитель Института всеобщей истории РАН.
- 15 октября — Абдул Калам, президент Индии в 2002–2007 (ум. в 2015).
- 16 октября — Валерий Климов, советский и российский скрипач, народный артист СССР (1989), победитель первого Международного конкурса имени Чайковского (1958) (ум. в 2022).
- 17 октября — Анатолий Приставкин, советский и российский писатель, общественный деятель (ум. в 2008).
- 19 октября
  - Джон Ле Карре (Дейвид Джон Мур Корнуэлл), английский писатель, автор детективных и шпионских романов (ум. в 2020).
  - Николай Медуницын, российский иммунолог-аллерголог, академик РАН.
- 24 октября — София Губайдулина, советский и российский композитор.
- 25 октября
  - Анни Жирардо, французская актриса (ум. в 2011).
  - Александр Ноздрачёв, советский и российский нейрофизиолог, академик РАН, (ум. в 2022).
  - Клаус Хассельман, немецкий физик, океанолог, метеоролог, климатолог, лауреат Нобелевской премии по физике (2021).
- 26 октября — Игорь Масленников, советский и российский кинорежиссёр («Приключения Шерлока Холмса и доктора Ватсона», «Зимняя вишня»), (ум. в 2022).
- 3 ноября — Моника Витти, итальянская киноактриса («Приключение», «Ночь», «Затмение»), (ум. в 2022).
- 6 ноября — Владимир Котляков, советский и российский гляциолог, академик РАН (1991), почётный президент Русского географического общества.
- 8 ноября — Паоло Тавиани, итальянский кинорежиссёр.
- 12 ноября — Татьяна Конюхова, советская и российская актриса.
- 25 ноября
  - Евгений Галунов, советский живописец (ум. в 1999).
  - Олег Нефёдов, советский и российский химик, академик АН СССР/РАН (1987) (ум. в 2023).
- 26 ноября — Адольфо Перес Эскивель, аргентинский правозащитник, лауреат Нобелевской премии мира (1980).
- 1 декабря — Джордж Максвелл Ричардс, Президент Тринидада и Тобаго в 2003–2013 (ум. в 2018).
- 5 декабря — Григор Тютюнник, украинский писатель (ум. в 1980).
- 9 декабря — Ладислав Смоляк, чешский актёр, режиссёр театра и кино (ум. в 2010).
- 10 декабря — Феликс Ершов, российский вирусолог, академик РАН.
- 11 декабря
  - Рита Морено, американская театральная и киноактриса, обладательница премий «Оскар», «Эмми», «Тони» и «Грэмми».
  - Ошо Раджниш, индийский религиозный деятель (ум. в 1990).
- 14 декабря — Анатолий Петрицкий, советский кинооператор («Война и мир»).
- 23 декабря — Лев Дуров, советский и российский актёр театра и кино, сценарист, театральный режиссёр, педагог, народный артист СССР (ум. в 2015).
- 31 декабря — Боб Шоу, британский писатель-фантаст (ум. в 1996).

## Скончались
См. также: Категория:Умершие в 1931 году
- 3 января — Жозеф Жоффр, французский военный деятель, маршал Франции (род. в 1852).
- 23 января — Анна Павлова, русская артистка балета, прима-балерина Мариинского театра в 1906–1913 годах, одна из величайших балерин XX века (род. в 1881).
- 18 февраля — Николай Кареев, русский и советский учёный-историк и социолог, педагог (род. в 1850).
- 26 февраля — Отто Валлах, немецкий химик, лауреат Нобелевской премии по химии ( 1910) (род. в 1847).
- 8 апреля — Эрик Аксель Карлфельдт, шведский поэт и прозаик, лауреат Нобелевской премии по литературе (1931, «за поэзию» (посмертно)) (род. в 1864).
- 19 апреля — Луи Долло, бельгийский палеонтолог (род. в 1857).
- 9 мая — Альберт Абрахам Майкельсон, американский физик, лауреат Нобелевской премии по физике (1907), президент Национальной академии наук США в 1923–1927), почётный член Академии наук СССР (род. в 1852).
- 22 июня — Арман Фальер, президент Франции в 1906–1913 годах (род. в 1841).
- 12 июля — Натан Сёдерблум, шведский священник и экуменист, архиепископ, лауреат Нобелевской премии мира (1930) (род. в 1866).
- 17 августа — Борис Владимирцов, путешественник, монголовед, академик АН СССР (род. в 1884).
- 26 августа — Осати Хамагути, премьер-министр Японии в 1929–1931 годах (род. в 1870).
- 16 сентября — Омар Мухтар, шейх, лидер партизанского движения в Киренаике, казнён (род. 1858).
- 18 октября — Томас Алва Эдисон, американский изобретатель и предприниматель (род. в 1847).
- 27 декабря — Хосе Фигероа Алькорта, президент Аргентины в 1906–1910 годах (род. в 1860).

## Нобелевские премии
- Физика — премия не присуждалась.
- Химия — Карл Бош и Фридрих Бергиус — «За заслуги по введению и развитию методов высокого давления в химии, что представляет собой эпохальное событие в области химической технологии».
- Медицина и физиология — Отто Генрих Варбург — «За открытие природы и механизма действия дыхательного фермента».
- Литература — Эрик Аксель Карлфельдт — «За его поэзию (посмертно)».
- Премия мира — Джейн Аддамс — «Как подлинный делегат всех миролюбивых женщин мира» и Николас Мюррей Батлер — «За неиссякаемую энергию и рвение в деле мира».